# برزلاو (نبراسکا)
برزلاو (به انگلیسی: Breslau) یک منطقهٔ مسکونی در ایالات متحده آمریکا است که در نبراسکا واقع شده‌است.